# Царёвка (Липецкая область)
Царёвка — деревня Жерновского сельского поселения Долгоруковского района Липецкой области.

## География
Деревня Царёвка находится в центральной части Долгоруковского района, в 8 км к востоку от села Долгоруково. Располагается на берегах реки Снова.

## История
Царёвка известна с первой половины XIX века. В «Списках населённых мест» Орловской губернии 1866 года упоминается как «владельческая деревня Царевка (Викулино, Муравлевка)», в ней 20 дворов, в которых проживает 289 жителей, действует винокуренный завод.
В 1882 году земли в Царёвке купил петербургский дворянин Никифор Василенко, отец в будущем знаменитого композитора Сергея Василенко. Никифор Иванович был страстным любителем сельского хозяйства, он организовал в Царёвке экономию под названием «Сурова верха», владел многочисленными садами и огородами, мельницей, толчеей проса и пеньки. На средства семьи Василенко в соседнем селе Жерновное была организована школа для крестьянских детей. Сергей Никифорович проводил в имении отца каждое лето, именно в Царёвке им было написано большинство своих произведений. Последний раз Сергей Никифорович посетил Царёвку в 1916 году. После революции он добровольно раздал земли крестьянам. В 1930-х годах в просторном двухэтажном доме Василенко был устроен Красный уголок соседнего колхоза имени Фрунзе, было организовано так называемое «культурное имение». В конце 1930-х в дом был занят магазином, а верхний деревянный этаж был разобран. В 1945 году в барском доме некоторое время было жилое помещение, затем там была открыта управленческая контора. Постепенно имение разрушалось, близился его крах. Ныне осталось лишь местечко, заросшее бурьяном и деревьями.
В начале XX века царёвцы состояли в приходе Покровской церкви села Жерновное.
До 1920-х годов деревня относилась к Сергиевской волости (центр — Меньшой Колодезь) Елецкого уезда Орловской губернии. С 1928 года Царёвка в составе Долгоруковского района Елецкого округа Центрально-Чернозёмной области. После разделения ЦЧО в 1934 году, деревня в составе Долгоруковского района Воронежской области, с 1935 года — Курской, с 1939 года — Орловской, а с 1954 года вновь образованной Липецкой области.
В настоящее время Царёвка — вымирающая деревушка с двумя десятками домов.

## Население
| 2010 |
| ---- |
| 20   |

## Достопримечательности
- Развалины усадьбы имения Василенко. Фруктовый сад при усадьбе.

- Родник и купель[5] на западе деревни — место паломничества верующих, как местных жителей, так и приезжающих из соседних районов и городов.

## Известные жители
- Сергей Никифорович Василенко (1872—1956) — российский композитор, режиссёр, педагог, Народный артист РСФСР. Провел юность в имении своего отца в Царёвке. Именем С. Н. Василенко названа Долгоруковская детская школа искусств, также лучшим ученикам этой школы вручается премия имени выдающегося земляка-композитора.

## Транспорт
Несколько севернее Царёвки проходит шоссе, связывающее Долгоруково с Задонском и Липецком. Пассажирское сообщение осуществляется автобусом, курсирующим по маршруту Долгоруково — Долгуша.
Грунтовыми дорогами Царёвка связана с селом Жерновное и деревней Молодовка.